# 167. logistična brigada (ZDA)
167. podporna brigada (izvirno angleško 167th Support Brigade) je bila podporna brigada Kopenske vojske Združenih držav Amerike.

## Zgodovina
Brigada je bila leta 1976 preoblikovana v 167. podporno poveljstvo.

## Odlikovanja
- Predsedniška omemba enote